# محمد والكتاب المقدس
يؤمن المسلمون أن محمداً هو خاتم الأنبياء؛ لذلك يعتقدون بورود اسمه بشكل صريح أو بالإشارة إليه في عدة مواضع في الكتاب المقدس بعهديه القديم والجديد الذي يؤمن به اليهود والمسيحيون.

## نصوص منسوبة لنبي الإسلام في العهد القديم
يؤمن المسلمون أن هناك بشائر عن النبي محمد في أسفار موسى الخمسة -التوراة- وأسفار الأنبياء والأسفار الشعرية، والتي تُشكّل مجتمعة ما يُعرف بالعهد القديم، وهو الذي يؤمن به اليهود والمسيحيين مجتمعين.
هناك نبوءة في سفر حبقوق تقول:
| محمد والكتاب المقدس | الله جاء من تيمان، والقدوس من جبل فاران. سلاه. جلاله غطى السماوات، والأرض امتلأت من تسبيحه (حب 3 : 3) | محمد والكتاب المقدس |

تذكر فيها موقعين جغرافيين في شبه الجزيرة العربية وهما: تيماء وفاران. وتذكر الكلمة الأولى في الترجمات العربية للكتاب المقدس بصيغ هي تيماء وتيما وتيمان؛ وكلها صور مختلفة لكلمة واحدة لمنطقة واحدة، وتيماء منطقة معروفة حتى الآن وتتبع المملكة العربية السعودية، وقد ورد اسمها كذلك كاسم عَلم لابن إسماعيل بن إبراهيم، وكذلك تُشير إلى قبيلة تيماء العربية نسبة إلى تيما بن إسماعيل كما في سفر التكوين:
| محمد والكتاب المقدس | وهذه أسماء بني إسماعيل بأسمائهم حسب مواليدهم: نبايوت بكر إسماعيل، وقيدار، وأدبئيل ومبسام. ومشماع ودومة ومسا. وحدار وتيما ويطور ونافيش وقدمة. (تك 25 : 13 - 15) | محمد والكتاب المقدس |

وفي سفر التكوين:
| محمد والكتاب المقدس | لترفع البرية ومدنها صوتها. الديار التي سكنها قيدار. لتترنم سكان سالع. من الجبال ليهتفوا. (تك 25 : 13) | محمد والكتاب المقدس |

تبين هذه الفقرة أن هذا النبي يأتي من نسل إسماعيل من إبراهيم عليهما السلام. وقيدار: هو الابن الثاني لإسماعيل.
| محمد والكتاب المقدس | وَسَمِعَ اللهُ بُكَاءَ الصَّبِيِّ، فَنَادَى مَلاَكُ اللهِ هَاجَرَ مِنَ السَّمَاءِ وَقَالَ لَهَا: مَا الَّذِي يُزْعِجُكِ يَاهَاجَرُ لاَ تَخَافِي، لأَنَّ اللهَ قَدْ سَمِعَ بُكَاءَ الصَّبِيِّ مِنْ حَيْثُ هُوَ مُلْقًى. قُومِي وَاحْمِلِي الصَّبِيَّ، وَتَشَبَّثِي بِهِ لأَنَّنِي سَأَجْعَلُهُ أُمَّةً عَظِيمَةً". (تك 21 : 17) | محمد والكتاب المقدس |

وهنا المقصود «الأمة الإسلامية» لكونها أمة كبيرة.
وفي سفر أشعياء:
| محمد والكتاب المقدس | يخزي خزياً المتكلمون على المنحوتات القائلون للمسبوكات أنتن آلهتنا (إش 42:17) | محمد والكتاب المقدس |

بين الفقرة أن هناك علامة بارزة تفرق بين هذا النبي وأي نبي آخر قد يقال: إنها تتنبأ عنه كالمسيح أو غيره، فهي تبين بوضوح أن أعداءه المنهزمين كانوا عبدة أصنام وأصحاب أوثان، واليهود الذين ظهر فيهم المسيح ما كانوا عبدة أصنام، لقد كانوا يؤمنون بالإله الواحد الحي الذي لا يموت.
| محمد والكتاب المقدس | الرب كالجبار يخرج كرجل حروب ينهض غيرته. يهتف ويصرخ ويقوى على أعدائه. (إش 42:13) | محمد والكتاب المقدس |

تبين هذه الفقرة أن هذا النبي رجل حرب، ونجد في أسفار موسى أن رجل الحرب صفة من صفات الله.
| محمد والكتاب المقدس | من رؤوس الجبال ليهتفوا. ليعطوا الرب مجداً ويخبرونه بتسبيحه في الجزائر (إش 42 : 11) | محمد والكتاب المقدس |

تشير إلى حج المسلمين ووقوفهم على جبل عرفة يسبحون الله ويمجدونه وهذا ليس إلاَّ في الإسلام.
وفي سفر أخبار الأيام الأول:
| محمد والكتاب المقدس | ابنا إبراهيم: إسحاق وإسماعيل. هذه مواليدهم. بكر إسماعيل: نبايوت، وقيدار وأدبئيل ومبسام ومشماع ودومة ومسا وحدد وتيماء ويطور ونافيش وقدمة. هؤلاء هم بنو إسماعيل (1 أخبار 1 : 28 : 31) | محمد والكتاب المقدس |

وتًسمى المنطقة التي تسكن فيها قبيلة تيما بأرض تيماء بحسب سفر إشعياء:
| محمد والكتاب المقدس | هاتوا ماء لملاقاة العطشان، يا سكان أرض تيماء. وافوا الهارب بخبزه (إش 21 :14) | محمد والكتاب المقدس |

والمعروف أن تيماء هي المنطقة الوحيدة بهذا الاسم وتقع شمال من المدينة المنوّرة، ولكن في الخرائط الخاصة بالكتاب المقدس توضع في في الغالب شرق سيناء في مصر، وذلك غير صحيح جغرافياً لعدم وجود منطقة بهذا الاسم عبر التاريخ في سيناء أو مصر بشكل عام.

## البارقليط
يؤمن المسيحيون أن كلمة «بارقليط» تشير إلى الروح القدس؛ وهو الأقنوم الثالث في الثالوث المسيحي. مصطلح «البارقليط» من أكثر المصطلحات التي تم الاختلاف عليها، ينطق باراكليت في اليونانية (باليونانية: παρακλητ)، وهو في الحقيقة لا أصل له بين مفردات اللغة اليونانية، وذلك على رغم أن المسيح وتلاميذه قد تكلموا الآرامية الفلسطينية. ولم يظهر هذا المصطلح إلا في إنجيل يوحنا ورسالة يوحنا الأولى والثانية. أي أن هذا المصطلح لم يورده إلا يوحنا فقط، وظهر خمس مرات في العهد الجديد وتُرجم إلى العربيّة إلى ألفاظ مختلفة مثل «المعزي» و«الشفيع»، وذلك حسب كل نسخة. وبحسب علماء المسيحية، لم تُستعمل كلمة البارقليط في العهد الجديد إلا للدلالة عن الروح القدس؛ وأيضاً للتلميح إلى المسيح ذاته.
وقد ذكر الأب متى المسكين أن لفظ البارقليط أو الباراكليت يأتي في إنجيل يوحنا كاسم عَلم لشخص مُذكّر، وبذلك يُعد إنجيل يوحنا هو الإنجيل الوحيد الذي أعطى للروح القدس لغوياً صفته الشخصية، فقد نقله من دائرة المجردات كقوة إلى ذات مُشخَّصة. كذلك ذكر متى المسكين في تفسيره لإنجيل يوحنا: «ولكن بحسب الأبحاث اللغوية فإن العلماء لم يستقروا على ترجمة لهذا الاسم الباركليت، وقد اتفقوا جميعاً على ترك الاسم كما هو بألفاظه المنقولة عن اللفظ اليوناني الباراكليت». وعلى أساس هذا المبدأ يذكر بعض المفكرين المسلمين أن العلماء لم يستقروا على ترجمة لهذا الاسم لأن الأسماء لا تترجم، ولكن الحقيقة أنها قد ترجمت بشكل خاطئ في نسخ عديدة من الكتاب المقدس باللغة العربية إلى كلمات مثل: المعزي والمعين والمؤيد والشفيع بديلاً عن بارقليط. وأيضاً بالنسبة إلى ترجمات الكتاب المقدس إلى اللغة الإنجليزية كذلك، فقد ذكر مؤلفو دائرة معارف زندرفان الكتابية الأمريكية أن هناك استحالة ايجاد كلمة إنجليزية تؤدي المعنى المراد من المصطلح السامي بارقليط، وأن هذا المصطلح ذو صوت غريب.
أتفق علماء المسيحية على أن الكلمة باراكليت (باليونانية: παρακλητ) مُشتقة من الفعل اليوناني باراكاليو (باليونانية: παρακαλεω) بحث أنه أقرب جذر لغوي لهذه الكلمة، والتي تُفيد معنى الوساطة بين طرفين في ساحة القضاء، وأن اسم الفاعل المشتق منه هو براكليسس (باليونانية: πρακλησις) أي الوسيط أو الشفيع أو المحامي أو المدافع عن موكله أو المعزّي أو الواعظ أو مُعين. وذلك على الرغم أن كلمة الوساطة في اللغة اليونانية تعني حرفياً إنتينخانو (باليونانية: εντυγχανω)، وهي مختلفة تماماً عن كلمة بارقليط.
ولكن بحسب علماء اللغويات، فإن كلمة بارقليط ليست كلمة واحدة، بل هي كلمة مُركبّة من مقطعين بار - قليط (بالعبرية: פר -קליט)، وكلا الكلمتين معروفة في الآرامية والعبرية القديمة.

### البارقليط في إنجيل يوحنا
في إنجيل يوحنا (14 : 16)
- وأنا أطلب من الآب فيعطيكم معزياً آخر ليمكث معكم إلى الأبد. (نسخة فانديك).[11][12]
- وسوف أطلب من الآب أن يعطيكم مُعيناً آخر يبقى معكم إلى الأبد. (كتاب الحياة).[13]
- وسأطلب من الآب، وسيعطيكم معيناً آخر ليظل معكم إلى الأبد. (الترجمة العربية المبسطة).[14]
- وسأطلب من الآب أن يعطيكم معزياً آخر يبقى معكم إلى الأبد. (الترجمة العربية المشتركة).[15]

## بشارات الإنجيل

### مثل المزارعين
يعلن يسوع في هذا المثل على الملأ طرد اليهود من مملكة الله بسبب قتلهم للأنبياء والرسل، ويعلن أن مملكة الله ستنتقل من اليهود إلى أمة أخرى تنتج الثمار.. ويشير عيسى في هذا المثل إلى ما قاله النبي داود في الزبور 22:118 عن حجر الزاوية الذي رفضه البناؤون:
يرى عدد من الباحثين أن هذه البشارة هي عن الرسول محمد لكونه آخر من أرسل من الأنبياء والرسل.

### يهودية رسالة يسوع وعالمية رسالة محمد وفق الرؤية الإسلامية
تجمع البشارات الواردة في التناخ على أن «السيد المختار المنتظر» سيكون رسول رحمة للعالمين، وليس رسولاً فقط لبني إسرائيل. وقد وردت في الأناجيل إشارات كثيرة إلى يهودية رسالة عيسى «أي أنه رسول إلى بني إسرائيل فقط وحدهم دون غيرهم» ما ينفي عنه أن يكون هذا الرسول المختار. ففي ماثيو 24:15 يقول يسوع: «"إِنَّمَا بُعِثتُ فقط إِلَى الْخِرَافِ الضَّالَّةِ، من بني إِسْرَائِيلَ"». وفي متى 5:10 يوصي يسوع أتباعه ويقول لهم: «لا تَذهَبُوا إلَى مِنْطَقَةٍ غَيرِ يَهُودِيَّةٍ، وَلا تَدخُلُوا مَدِينَةً سامِرِيَّةً، 6 بَلِ اذهَبُوا فَقَط إلَى خِرافِ بَني إسْرائِيلَ الضّالَّةِ». وفي المقابل فإن القرآن الكريم يشير في مواضع عدة إلى عالمية رسالة محمد: ﴿وَمَا أَرْسَلْنَاكَ إِلَّا رَحْمَةً لِلْعَالَمِينَ ۝١٠٧﴾ [الأنبياء:107]class="wikitable    "

### إيليا المزمع أن يأتي
يتضح من نصوص الأناجيل أن اليهود كانوا يعتقدون أن المختار القادم سيكون مثل إيليا النبي «أي أنه سيكون إيليا الثاني» في أنه سوف يسترجع الدين إلى ما كان عليه ويبطل البدع والضلال تماماً كما فعل إيليا النبي «إيليا الأول»، وقد أخبر عيسى أتباعه في ماثيو 11:17 بأن «إيليا الثاني» سوف يأتي بالفعل وأنه سوف يسترجع كل شيء.. يزعم المسيحيون أن إيليا الثاني هو «يوحنا المعمدان»(يحيى)، لكن يوحنا المعمدان نفسه نفى أن يكون هو إيليا الثاني، ففي جون 21:1 سئل يوحنا المعمدان: هل أنت إيليا؟ فأجابهم: كلا، لست أنا.
كما أن يحيى أتي قبل عيسى ولم يسترجع أي شيء.. ولهذا يعتقد المسلمون أن إيليا الثاني ترمز للرسول محمد الذي أتى بعد عيسى واسترجع دين إبراهيم وأبطل البدع حسب العقيدة الإسلامية.

### مثل مملكة الله كزرع أخرج شطأه
وقد أشار القرآن الكريم إلى هذا المثل في سورة الفتح.

### إنجيل برنابا
يتحدث إنجيل برنابا عن بشارة النبي عيسى ببعثة الرسول محمد الذي هو مسيح الله المختار وفق بعض العلماء المسلمين.

## بشارات سفر الرؤيا

### الأمين الصادق
تتناول مارغريت كينغ في كتابها «كشف النقاب عن المسيح في مخطوطات البحر الميت» هذه النبوءات في سفر الرؤيا بكثير من التفصيل، وتربط بينها وبين النبوءات الواردة في مخطوطات البحر الميت عن الحرب بين أبناء النور وأبناء الظلام. بحسب الباحثة فإن «المسيح المحارب الأمين الصادق» هو الرسول محمد، وتستدل على ذلك بأمور كثيرة، منها أنه قد ورد في سفر الرؤيا أن اسم المسيح المحارب هو الأمين الصادق، وهذا الاسم لم يعرف به عيسى أو موسى أو أي من الأنبياء والرسل، وإنما عرف به محمد. وقد ورد اسم «الأمين» باللفظ العربي "Amēn" في سفر الرؤيا 14:3 : 
وهذه إشارة أخرى إلى أن لغة الأمين عربية، وقد ورد عنه أنه قال: «كنت أول الأنبياء في الخلق وآخرهم في البعث.» وتواصل الباحثة بالإشارة إلى ما ورد في سفر الرؤيا وفي مخطوطات البحر الميت بأن الأمين سيحارب ومعه «جيوش السماء» على خيول بيضاء، وهو ما حققه الرسول محمد الذي أيده الله بملائكته وبروح منه: ﴿بَلَى إِنْ تَصْبِرُوا وَتَتَّقُوا وَيَأْتُوكُمْ مِنْ فَوْرِهِمْ هَذَا يُمْدِدْكُمْ رَبُّكُمْ بِخَمْسَةِ آلَافٍ مِنَ الْمَلَائِكَةِ مُسَوِّمِينَ ۝١٢٥﴾ [آل عمران:125] وبأنه سيخرج من فمه سيف حاد ذو حدين، وهذا السيف يرمز لشهادة الإسلام ذات الحدين: «لا إله إلا الله» و «محمد رسول الله».. ثم تواصل الباحثة وتشير إلى ما ورد عن أن اسم الأمين هو «كلام الله»، وذلك لأن كلام الله وضع في فمه فتكلم الله مباشرة من خلاله، وهو مالم يحصل مع أي من الرسل غيره، وقد ورد في بشارة عيسى عن البارقليط الذي سيأتي أنه «روح الحق» الذي يتكلم بكلام الله.
والوحش الذي ورد ذكره في هذه البشارة في سفر الرؤيا 19 هو نفسه الوحش الذي رآه نبي الإسلام دانيال في دانيال 7 أي الإمبراطورية الرومانية، وهو وحش له 10 قرون، و7 رؤوس، وعاهرة عظيمة تركب رؤوسه السبعة، ويخبر سفر الرؤيا نفسه أن هذه الرؤوس السبعة ترمز لسبعة تلال تقوم عليها العاهرة العظيمة.. وهي مدينة روما القائمة على سبعة تلال.

وأما النبي الكذاب فهو يرمز لوحش آخر ورد ذكره بالتفصيل في سفر الرؤيا 13، وهذا الوحش «أي النبي الكذاب» له قرنان كقرنا الكبش «يرمزان لمركزي المسيحية في القسطنطينية وروما»، وصوت كصوت التنين، سيمجد الوحش ذي العشرة قرون، وسيأتي بأعمال عجيبة ليضل بها الناس ويجعلهم يعبدون تمثال الوحش الرابع، وسيجعل الجميع: كباراً وصغاراً، أغنياء وفقراء، أحراراً وعبيداً يتلقون علامة على جباههم أو على أياديهم اليمنى.
وقد عرف عن المسيحية أنها كرست لتقديس وتمجيد الإمبراطورية الرومانية والثقافة اللاتينية للغرب، واتخاذها من روما والقسطنطينية عاصمتين روحيتين لها.

## استشهاد القرآن الكريم بالبشارات
ينص القرآن الكريم على أن جميع أنبياء ورسل بني إسرائيل آمنوا بالرسول محمد وشهدوا له وبشروا به فقد ورد في سورة آل عمران ﴿وَإِذْ أَخَذَ اللَّهُ مِيثَاقَ النَّبِيِّينَ لَمَا آتَيْتُكُمْ مِنْ كِتَابٍ وَحِكْمَةٍ ثُمَّ جَاءَكُمْ رَسُولٌ مُصَدِّقٌ لِمَا مَعَكُمْ لَتُؤْمِنُنَّ بِهِ وَلَتَنْصُرُنَّهُ قَالَ أَأَقْرَرْتُمْ وَأَخَذْتُمْ عَلَى ذَلِكُمْ إِصْرِي قَالُوا أَقْرَرْنَا قَالَ فَاشْهَدُوا وَأَنَا مَعَكُمْ مِنَ الشَّاهِدِينَ ۝٨١﴾ [آل عمران:81] وقد أشار القرآن تحديداً أيضاً إلى بشارة نبي الإسلام موسى ببعثة نبي مثله فقد ورد في سورة الأحقاف ﴿قُلْ أَرَأَيْتُمْ إِنْ كَانَ مِنْ عِنْدِ اللَّهِ وَكَفَرْتُمْ بِهِ وَشَهِدَ شَاهِدٌ مِنْ بَنِي إِسْرَائِيلَ عَلَى مِثْلِهِ فَآمَنَ وَاسْتَكْبَرْتُمْ إِنَّ اللَّهَ لَا يَهْدِي الْقَوْمَ الظَّالِمِينَ ۝١٠﴾ [الأحقاف:10] كما أشار القرآن تحديداً أيضاً إلى بشارة نبي الإسلام عيسى ببعثة الرسول محمد فقد ورد في سورة الصف ﴿وَإِذْ قَالَ عِيسَى ابْنُ مَرْيَمَ يَا بَنِي إِسْرَائِيلَ إِنِّي رَسُولُ اللَّهِ إِلَيْكُمْ مُصَدِّقًا لِمَا بَيْنَ يَدَيَّ مِنَ التَّوْرَاةِ وَمُبَشِّرًا بِرَسُولٍ يَأْتِي مِنْ بَعْدِي اسْمُهُ أَحْمَدُ فَلَمَّا جَاءَهُمْ بِالْبَيِّنَاتِ قَالُوا هَذَا سِحْرٌ مُبِينٌ ۝٦﴾ [الصف:6]
وفي سورة الفتح يشير القرآن الكريم إلى مثل «الذين هم مع محمد» في التوراة والإنجيل ﴿مُحَمَّدٌ رَسُولُ اللَّهِ وَالَّذِينَ مَعَهُ أَشِدَّاءُ عَلَى الْكُفَّارِ رُحَمَاءُ بَيْنَهُمْ تَرَاهُمْ رُكَّعًا سُجَّدًا يَبْتَغُونَ فَضْلًا مِنَ اللَّهِ وَرِضْوَانًا سِيمَاهُمْ فِي وُجُوهِهِمْ مِنْ أَثَرِ السُّجُودِ ذَلِكَ مَثَلُهُمْ فِي التَّوْرَاةِ وَمَثَلُهُمْ فِي الْإِنْجِيلِ كَزَرْعٍ أَخْرَجَ شَطْأَهُ فَآزَرَهُ فَاسْتَغْلَظَ فَاسْتَوَى عَلَى سُوقِهِ يُعْجِبُ الزُّرَّاعَ لِيَغِيظَ بِهِمُ الْكُفَّارَ وَعَدَ اللَّهُ الَّذِينَ آمَنُوا وَعَمِلُوا الصَّالِحَاتِ مِنْهُمْ مَغْفِرَةً وَأَجْرًا عَظِيمًا ۝٢٩﴾ [الفتح:29]

## شهادة شخصيات تاريخية

### قبل البعثة
التبع أسعد أبو كرب، زيد بن عمرو بن نفيل، الراهب بحيرى، ورقة بن نوفل.

### العصر النبوي
سلمان الفارسي، عبد الله بن سلام، عائشة بنت أبي بكر، صفية بنت حيي، المقوقس، النجاشي، مخيريق النضري الإسرائيلي، يامين بن عمير بن كعب

### عصر الخلافة
كعب الأحبار.

### عصر الملوك والسلاطين
السموأل المغربي، إنسلم تورميدا

### العصر الحالي
ديفيد بنيامين كلداني